# Ermilo Abreu Gómez
Ermilo Abreu Gómez   (Mérida, 18 de setembre de 1894 - Ciutat de Mèxic, 14 de juliol de 1971) va ser un escriptor, historiador, periodista, dramaturg i assagista mexicà.

## Biografia
Va realitzar els seus estudis en el Col·legi Teresià i en San Ildefonso de la ciutat de Mèrida. L'interès que va despertar en ell Sor Juana Inés de la Cruz, es va convertir en la passió de la seva vida. La seva edició crítica a les obres de la monja jerònima van significar el redescobriment de la seva obra per a la literatura mexicana.
Va col·laborar amb la Revista de Mèrida en la qual va publicar els seus primers contes. Va escriure obres teatrals durant l'apogeu del teatre yucateca de 1919 a 1926, destacant la seva obra La Xtabay. Es va traslladar a Mèxic on va ser inspector de teatres i va col·laborar per als diaris L'Herald de Mèxic, L'Universal Il·lustrat, El Nacional, Letras de México, El Hijo Pródigo y la Revista de Revistas. Alguns dels seus estudis crítics van ser publicats per la revista de Los Contemporáneos.
Va impartir classes de Literatura en escoles de secundària i preparatòria, així com en la Normal Superior i en la Facultat de Filosofia i Lletres de la Universitat Nacional Autònoma de Mèxic (UNAM). D'altra banda, va ser cap de la Divisió de Filosofia i Lletres del Departament Cultural de la Unió Panamericana a Washington D. de C.
Va ser membre de l'Acadèmia Mexicana de la Llengua des de 1963, en substitució de Artemio de Valle Arizpe.

## Obra
La seva obra més coneguda és Canek (1940), la temàtica de la qual és una recreació d'un fet real (1761) en la qual es veu projectada la sensibilitat del poble maia. Com una curiositat el comentari de l'autor sobre aquest llibre que va mecanografiar la seva esposa:«I les millors pàgines me les va perdre Nimfa!»
La seva obra literària és molt variada i abundant, en la qual destaquen algunes com:
- La Xtabay (1919)
- El corcovado (1924)
- Clásicos. Románticos. Modernos (1934)
- Sor Juana Inés de la Cruz, bibliografía y biblioteca (1934)
- Canek (1940)
- Héroes Mayas (1942)
- Un loro y tres golondrinas (1946)
- Quetzalcóatl, sueño y vigilia (1947)
- Naufragio de indios (1951)
- La conjura de Xinum (1958)
- Cuentos para contar al fuego (1959)
- Diálogo del buen decir (1961)
- Leyendas y Consejas del Antiguo Yucatán (1961)